# Марґарита Левієва
Маргарита Володимирівна Левієва (англ. Margarita Levieva; нар. 9 лютого 1980, Ленінград, РРФСР, СРСР) — американська акторка російського походження. Найбільш відома за ролями в таких фільмах, як «Невидимий» (2007), «Бабій» (2009) та «Парк культури і відпочинку» (2009), а також за роль Аманди Кларк у прайм-тайм драматичному телесеріалі ABC «Помста» (2011—2013).

## Ранні роки
Маргарита Левієва народилася 1980 року в Ленінграді в єврейській сім'ї. Обидві її бабусі дітьми пережили блокаду Ленінграда. Із трирічного віку Маргарита почала займатися художньою гімнастикою. В 11-річному віці (1991) емігрувала разом з матір'ю та братом-близнюком Михайлом (Майклом) до США, де оселилася в бруклінському районі Шіпсхед-Бей. Відвідувала середню школу в Сікокусі, штат Нью-Джерсі. Закінчила економічний факультет Нью-Йоркського університету. Зростаючий інтерес до акторської гри привів Левієву до школи акторської майстерності Вільяма Еспера.

## Кар'єра
2005 року Маргарита Левієва знімалася в телесеріалі «Закон і порядок: Суд присяжних». У тому ж році журнал New York Magazine включив Левієву до списку 50 найкрасивіших людей Нью-Йорка. Потім знялася в телесеріалі «Зникла», що недовго транслювався у 2006 році.
У 2007 році Левієва виконала головну роль у фільмі «Невидимий», а потім з'явилася ще в кількох незалежних стрічках, таких як «Шум» з Тімом Роббінсом та Вільямом Гертом. У 2009 році вона знялася в комедії «Парк культури та відпочинку», а також у драмі «Бабій» з Ештоном Кутчером. У тому ж році виступала у театральній п'єсі The Retributionists. На телебаченні Левієва з'явилася в серіалі каналу HBO «Як досягти успіху в Америці» у 2010—2011 роках. У 2011 році вона знялася у фільмі «Лінкольн для адвоката» з Меттью Мак-Конагі. Вона також знялася у фільмах «The Stand Up», «Лицарі королівства Крутизни», «Для Еллен» та «Лофт».
У 2011 році повідомлялося, що Левієва може зіграти нову Дівчата Джеймса Бонда.
З 2011 по 2013 рік Левієва виконувала роль Аманди Кларк у телесеріалі каналу ABC «Помста». У 2014 році була запрошена на одну з головних ролей у серіал NBC «Відданість», де знімалася разом з Гоуп Девіс, шоу було закрито після кількох епізодів. У 2015 році вона отримала регулярну роль у серіалі HBO «Двійка».

## Особисте життя
З 2014 по 2016 рік мала стосунки з Себастіаном Стеном.
У травні 2020 року оголосила про вагітність. На наступний День матері у 2023 році повідомила, що має сина.

## Фільмографія
| Рік       |    | Українська назва               | Оригінальна назва           | Роль                  |
| --------- | -- | ------------------------------ | --------------------------- | --------------------- |
| 2004      | кф | Вибір Біллі                    | Billy's Choice              | Джулі Романо          |
| 2005      | с  | Закон і порядок: Суд присяжних | Law & Order: Trial by Jury  | Стефані Девіс         |
| 2005      | в  | —                              | English                     | Н/Д                   |
| 2005      | тф | Нью-Йорк - 70                  | N.Y.-70                     | Сінді                 |
| 2006      | тф | —                              | What's Not to Love?         | Блейк                 |
| 2006      | с  | Зникла                         | Vanished                    | Марсі Коллінз         |
| 2007      | ф  | —                              | David's Apartment           | Діді                  |
| 2007      | ф  | Невидимий                      | The Invisible               | Енні Ньютон           |
| 2007      | ф  | Солоні горіхи                  | Salted Nuts                 | Алісса                |
| 2007      | ф  | Шум                            | Noise                       | Катерина Пилипівна    |
| 2009      | ф  | Парк культури і відпочинку     | Adventureland               | Ліза Пі               |
| 2009      | ф  | Бабій                          | Spread                      | Гізер                 |
| 2009      | с  | Королі                         | Kings                       | Клодія                |
| 2010—2011 | с  | Як досягти успіху в Америці    | How to Make It in America   | Джулі                 |
| 2011—2013 | с  | Помста                         | Revenge                     | Аманда Кларк          |
| 2011      | ф  | Лінкольн для адвоката          | The Lincoln Lawyer          | Реджіна Кампо         |
| 2011      | ф  | —                              | The Stand Up                | Вероніка              |
| 2012      | ф  | Для Еллен                      | For Ellen                   | Клер Тейлор           |
| 2013      | ф  | Лицарі королівства Крутизни    | Knights of Badassdom        | Бет                   |
| 2013      | кф | —                              | Sweating in the Night       | Дайан                 |
| 2013—2016 | с  | Чорний список                  | The Blacklist               | Джина Занетакос       |
| 2014      | ф  | Швидкий «Москва-Росія»         | Швидкий «Москва-Росія»      | Мила                  |
| 2014      | ф  | Лофт                           | The Loft                    | Вікі                  |
| 2015      | ф  | Джеймс Вайт                    | James White                 | секретар              |
| 2015      | ф  | Любов без зобов'язань          | Sleeping with Other People  | Ханна                 |
| 2015      | ф  | Щоденник дівчинки-підлітка     | The Diary of a Teenage Girl | Табата                |
| 2015      | тф | Принц                          | The Prince                  | Ізабель               |
| 2015      | кф | —                              | Boys I Used to Babysit      | Еліс                  |
| 2015      | с  | Відданість                     | Allegiance                  | Наталі О’Коннор       |
| 2016      | кф | —                              | Julianne                    | Н/Д                   |
| 2016—2017 | мс | Ми звичайні ведмеді            | We Bare Bears               | Яна                   |
| 2017      | ф  | Це сталося у Лос-Анджелесі     | It Happened in L.A.         | Інгрід                |
| 2017—2019 | с  | Двійка                         | The Deuce                   | Ебігейл «Еббі» Паркер |
| 2018      | ф  | Світ майбутнього               | Future World                | Лей                   |
| 2018      | ф  | Спадщина гадюки                | Inherit the Viper           | Джозі Конлі           |
| 2022      | с  | З холоду                       | In from the Cold            | Дженні Франклін       |
| 2022      | с  | Литвиненко                     | Litvinenko                  | Марина Литвиненко     |
| 2024      | с  | Аколіт                         | The Acolyte                 | TBA                   |
| 2025      | с  | Шибайголова: Народжений наново | Daredevil: Born Again       | Гізер Гленн           |